# Collegegelddifferentiatie
Collegegelddifferentiatie is een voorstel om de hoogte van het collegegeld voor studenten in het Nederlandse hoger onderwijs te variëren, afhankelijk van de belangstelling voor de studie.
In Nederland is het collegegeld, dat studenten in het hoger onderwijs moeten betalen om toegang te krijgen tot een opleiding in dat hoger onderwijs, wettelijk vastgesteld op één bedrag dat gelijk is voor alle instellingen. Iedere erkende studierichting is even duur.
Omstreeks 2002 kwam de toenmalige bewindspersoon voor het hoger onderwijs, staatssecretaris Annette Nijs, met het plan om dit wettelijk vastgesteld collegegeld vrij te geven. Hierdoor konden studies gaan concurreren op het entreegeld. Minder populaire studies konden als ze dat wilden het collegegeld zelfs afschaffen, studies die bij te veel studenten in de belangstelling stonden konden een financiële drempel opwerpen door het collegegeld te verhogen.